# 775

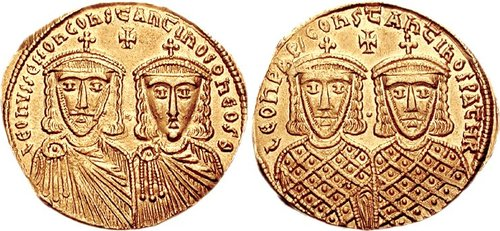
Keizer Leo IV en zijn zoon Constantijn VI

Het jaar 775 is het 75e jaar in de 8e eeuw volgens de christelijke jaartelling.

## Gebeurtenissen

### Byzantijnse Rijk
- 14 september - Keizer Constantijn V overlijdt tijdens een veldtocht tegen de Bulgaren. Hij wordt opgevolgd door zijn 25-jarige zoon Leo IV als heerser van het Byzantijnse Rijk.

### Europa
- Saksenoorlog: Koning Karel de Grote onderneemt zijn tweede veldtocht tegen de Saksen. De Franken rukken op tot aan de rivier de Wezer, een aantal Saksische stammen onderwerpt zich onder Frankisch bestuur.
- Zomer - Karel de Grote verslaat op de terugtocht de opstandige Saksen onder leiding van Widukind, een Westfaalse edelman, bij Lübbecke. Hij neemt gijzelaars gevangen en keert met een rijke roofbuit terug.
- Herfst - Karel de Grote herovert de handelsroute langs de hellweg in de huidige Duitse deelstaat Noordrijn-Westfalen. Hierdoor kunnen goederen vanuit Hessen en Thüringen naar Austrasië vervoerd worden.
- Maurizio Galbaio, doge van Venetië, sluit een vredesverdrag met Karel de Grote en erkent het Frankische gezag in Istrië. (waarschijnlijke datum)

### Arabische Rijk
- Kalief Al-Mansoer overlijdt na een regeerperiode van 21 jaar. Hij wordt opgevolgd door zijn zoon Al-Mahdi als heerser van het kalifaat van de Abbasiden.

## Religie
- Onder beschermheerschap van koning Trisong Detsen van Tibet wordt in Dranang de bouw van het Samyeklooster begonnen. (waarschijnlijke datum)

## Geboren
- Amalarius, aartsbisschop van Trier (waarschijnlijke datum)
- Aznar I Galíndez, Frankisch graaf (waarschijnlijke datum)
- Ebbo, aartsbisschop van Reims (waarschijnlijke datum)
- Hugo van Tours, Frankisch edelman (waarschijnlijke datum)
- Ida van Herzfeld, Saksisch edelvrouw (of 770)
- Leo V, keizer van het Byzantijnse Rijk (waarschijnlijke datum)
- Rotrudis, dochter van Karel de Grote (overleden 810)

## Overleden
- Al-Mansoer (61), Arabisch kalief
- 14 september - Constantijn V (57), keizer van het Byzantijnse Rijk
- Domitius van Amiens, Frankisch geestelijke (waarschijnlijke datum)
- Rombout, Iers missionaris en heilige (waarschijnlijke datum)